# Paul Kratka
Paul Charles Kratka (Los Angeles, 23 dicembre 1955) è un attore statunitense.
È conosciuto dal pubblico per aver interpretato il ruolo di Rick nel film Venerdì 13 parte III: Weekend di terrore (1982). Tra i suoi lavori più importanti si ricordano The Day They Came Back (2006) e Illuminated (2007) di Scott Goldberg, quest'ultimo anche nelle vesti di sceneggiatore.